# パラード (バレエ)

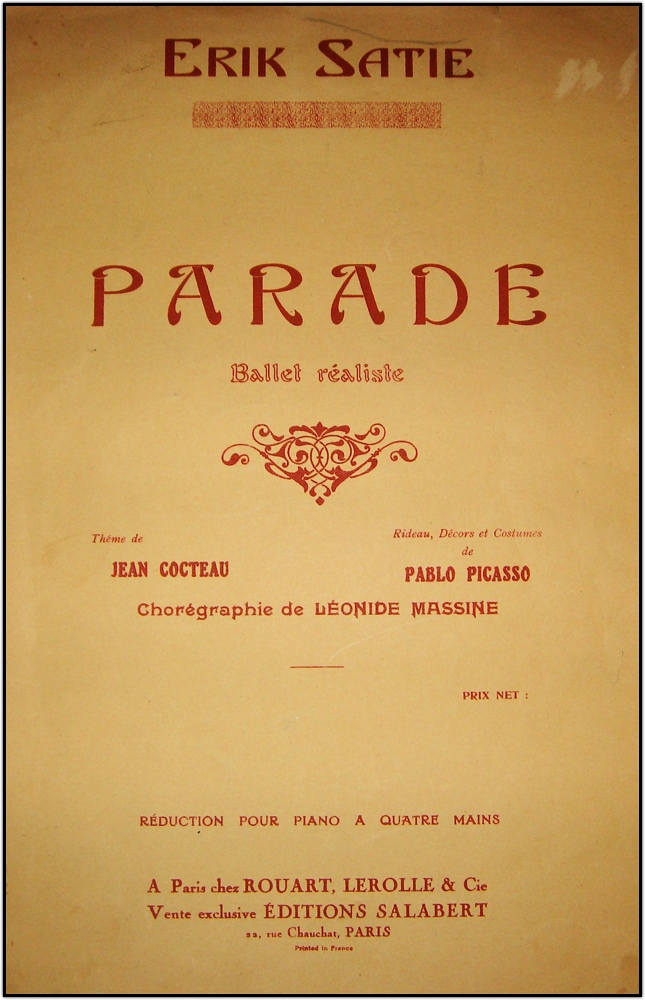
ピアノ・スコア版の表紙、Rouart-Lerolle et Cie社発売 (1917年)

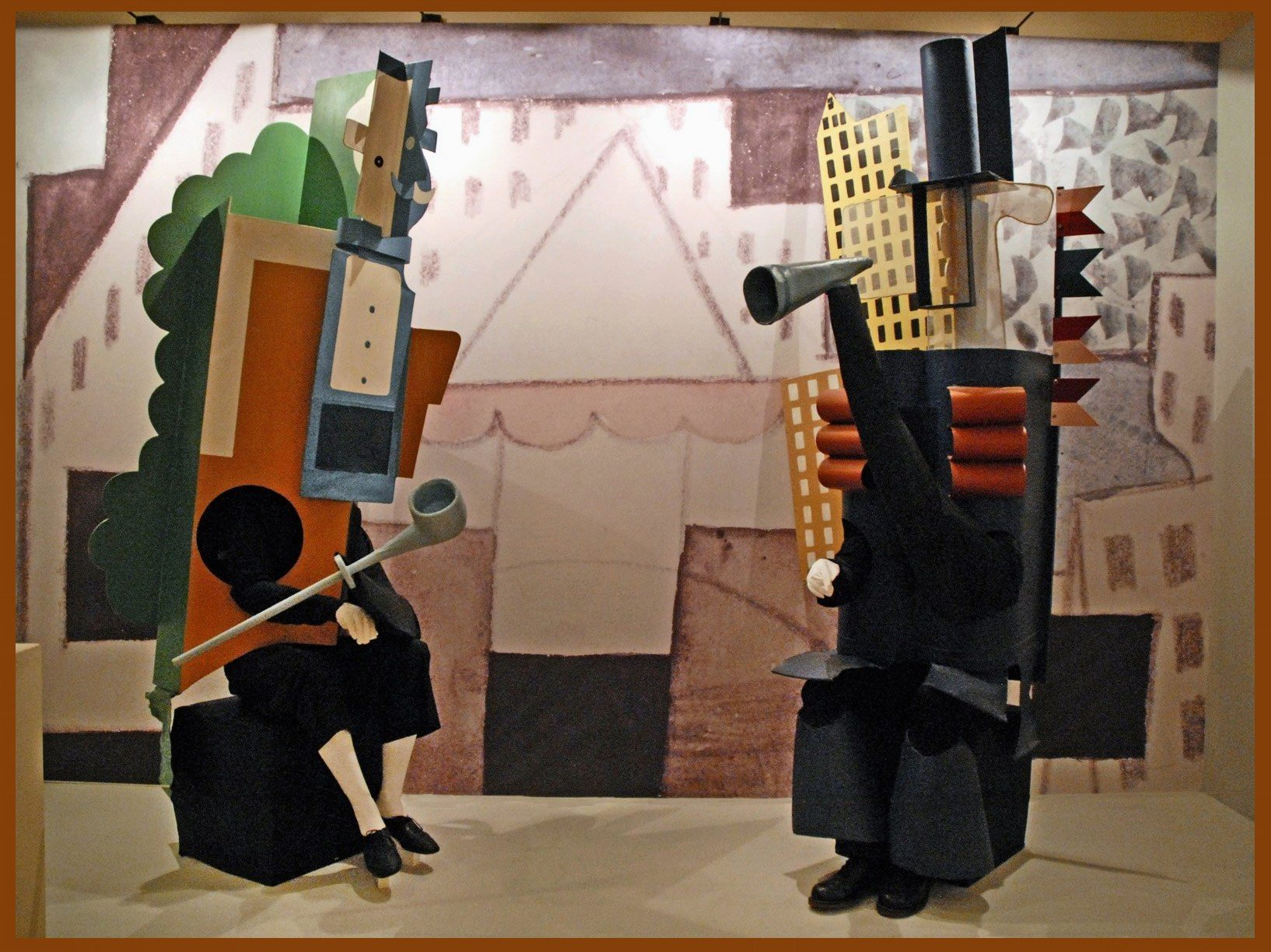
『パラード』の衣装

『パラード - バレエ・リアリスト』（仏: Parade – Ballet réaliste）は、ジャン・コクトーの発想に基づき、1916年から1917年にかけてセルゲイ・ディアギレフが率いるバレエ・リュス（ロシア・バレエ団）が1917年に上演した全1幕のバレエ、またエリック・サティによるバレエ音楽ならびに管弦楽組曲。
パブロ・ピカソは衣装、幕の絵、舞台装置をデザインした。レオニード・マシーンの振付、エルネスト・アンセルメの指揮により、1917年5月18日にパリのシャトレ座で初演され、一大スキャンダルを引き起こした。1917年、これまで知られていなかった形で、パリおよび国際的なシュルレアリストの優れた個性が、それぞれのインスピレーションとアイデアをこの作品で実現させた。

## 概要
ディアギレフのプロデュースにより、台本：ジャン・コクトー、音楽：エリック・サティ、美術、衣装：パブロ・ピカソという、当時の最先端の芸術家によって生み出され、バレエ・リュスの新時代を告げる重要な作品となった。日曜日の見世物小屋を舞台に、出演者たちがテント前で客寄せのために芸を披露し、3人のマネージャーが客を呼び込むというもの。サティによる音楽にはサイレンやタイプライター、ラジオの雑音、ピストル、回転式のくじ引き装置、空き瓶やパイプを叩く音など、騒音や現実音が音楽に用いられており、この点ではエドガー・ヴァレーズを10年先取りしている。ピカソがデザインした衣装も、人体の形を無視したようなキュビズム風デザインによる巨大ハリボテのマネージャー、2人がかりで演じる馬など、奇抜なものであった。

## 初演
第一次世界大戦中の1917年5月18日、パリのシャトレ座におけるバレエ・リュスの公演で初演された。指揮はエルネスト・アンセルメ、振付はレオニード・マシーンが担当した。主な出演者は、マシーン（中国人奇術師）、リディア・ロポコヴァ、ニコライ・ズヴォレフ（2人の軽業師）、マリア・シャベルスカ（アメリカ人少女）。
ギヨーム・アポリネールは初演時のプログラムに、この作品が聴衆に「快い驚き」を与えることになるだろうという文章を寄せたが、『パラード』の初演は、『春の祭典』（プロデューサーは同じくディアギレフ）以来の一大スキャンダルとなった。『春の祭典』のスキャンダルはもっぱら前衛的な音楽によるものであったが、『パラード』の場合、ピカソによる幕の絵や舞台装置など、音楽以外の要素も騒動の原因となった。また、第一次世界大戦中ということもあり、バレエそのものが良識への挑戦と見なす人々も存在した。飛び交う野次に対抗して、モンパルナス派の画家たちはピカソを、ジョルジュ・オーリック、ジェルメーヌ・タイユフェール、ルイ・デュレ、ロマン・ロランなどの音楽関係者はサティを讃えて叫び、劇場内は騒然とした。『パラード』の初演は、後にフランス6人組と呼ばれることになる若手作曲家たちを大いに刺激することとなった。
ピカソはこの後、ディアギレフとは『三角帽子』および『プルチネルラ』で仕事を行った。
1993年のアヴィニョン演劇祭にて、中心会場であるアヴィニョン教皇庁でアンジュラン・プレルジョカージュによる振付、黒田アキによる舞台美術で再演されている。

## 組曲
以下の6曲から構成される。演奏時間は約13分。
1. コラール
2. 赤いカーテンの前奏曲
3. 中国の手品師
4. アメリカの少女
5. 軽業師
6. 終曲